# Subaru Tribeca

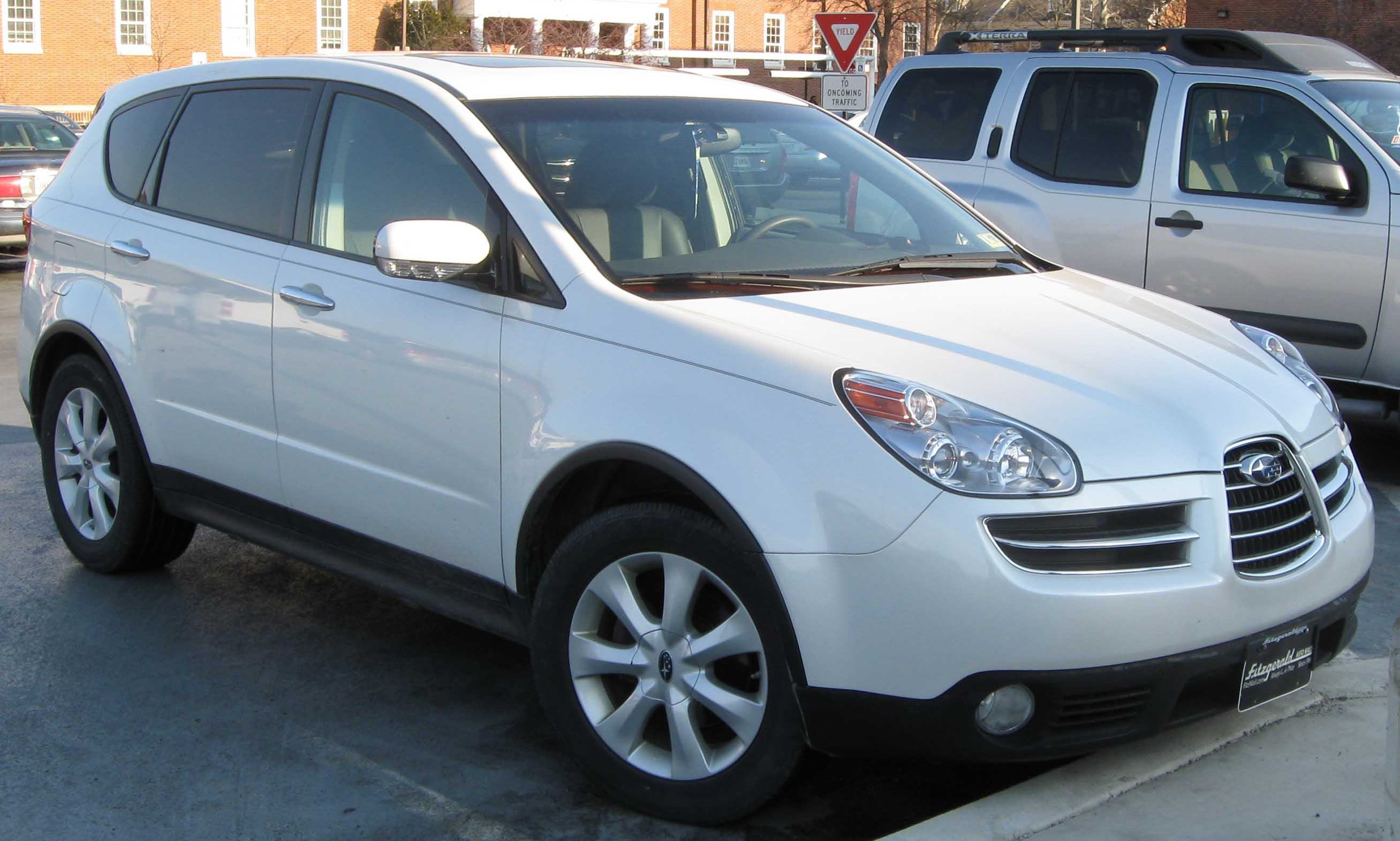
Subaru B9 Tribeca

Le Subaru Tribeca est un SUV du constructeur japonais Subaru. Il est apparu en Amérique du Nord en mai 2005 en tant que modèle 2006 sous le nom de B9 Tribeca, qui fut remplacé plus tard par Tribeca.

## Présentation
Le design de sa partie avant, assez particulier, est modifié dès 2007 pour l'année-modèle 2008 pour adopter des lignes plus sobres. Il disposera en outre de vitres arrière redessinées et de rétroviseurs plus grands dans le but d'améliorer la visibilité. Son moteur 3 litres est également remplacé par un 3,6 litres (256 ch, 6 cylindres à plat) qui fonctionne à l'essence régulière contrairement au moteur sortant qui fonctionne à l'essence super. Son nom est également modifié et on retient seulement la partie Tribeca.

## Spécifications
- Moteur : boxer 6 cylindres, 3 630 cm³
- Transmission : intégrale, boîte automatique 5 vitesses
- Accélération de 0 à 100 km/h : 8,9 secondes
- Empattement : 2 750 mm
- Consommation: 16,2 / 9 / 11,6 l 100/km
- Capacité du réservoir : 64 litres

## Concurrence
Ses principaux concurrents sont : Honda Pilot, GMC Envoy, Chevrolet TrailBlazer, Jeep Grand Cherokee, Toyota Highlander, Nissan Murano, Mazda CX-9, Ford Freestyle, Ford Edge, Ford Explorer.